# UCI WorldTour Feminino de 2021
O UCI WorldTour Feminino 2021 foi a sexta edição do máximo calendário ciclista feminino a nível mundial.
O calendário teve 18 corridas, começando a 6 de março com a disputa da Strade Bianche feminina em Itália e finalizando a 23 de outubro com o Tour de Drenthe feminino nos Países Baixos.

## Equipas
Para a temporada de 2021 as equipas UCI Women's WorldTeam foram 9:
| Código UCI | Nome                               | País           | Continente |
| ---------- | ---------------------------------- | -------------- | ---------- |
| ALE        | Alé BTC Ljubljana                  | Itália         | EUR        |
| CSR        | Canyon Sram Racing                 | Alemanha       | EUR        |
| FDJ        | FDJ Nouvelle Aquitaine Futuroscope | França         | EUR        |
| GEC        | GreenEDGE Cycling Women            | Austrália      | OCE        |
| LIV        | Liv Racing                         | Países Baixos  | EUR        |
| MOV        | Movistar Team                      | Espanha        | EUR        |
| DSM        | Team DSM Women                     | Alemanha       | EUR        |
| SDW        | Team SD Worx                       | Países Baixos  | EUR        |
| TFS        | Trek-Segafredo Women               | Estados Unidos | AME        |

## Corridas
| UCI WorldTour Feminino de 2021 | UCI WorldTour Feminino de 2021 | UCI WorldTour Feminino de 2021           | UCI WorldTour Feminino de 2021 | UCI WorldTour Feminino de 2021 |
| Data                           | País                           | Corrida                                  | Vencedora                      |                                |
| ------------------------------ | ------------------------------ | ---------------------------------------- | ------------------------------ | ------------------------------ |
| 30 jan.                        | Austrália                      | Cadel Evans Great Ocean Road Race Women  | cancelado                      |                                |
| 6 mar.                         | Itália                         | Strade Bianche feminina                  | Chantal van den Broek-Blaak    |                                |
| 21 mar.                        | Itália                         | Troféu Alfredo Binda-Comune di Cittiglio | Elisa Longo Borghini           |                                |
| 25 mar.                        | Bélgica                        | Clássica Bruges–De Panne feminina        | Grace Brown                    |                                |
| 28 mar.                        | Bélgica                        | Gante-Wevelgem feminina                  | Marianne Vos                   |                                |
| 4 abr.                         | Bélgica                        | Tour de Flandres feminino                | Annemiek van Vleuten           |                                |
| 18 abr.                        | Países Baixos                  | Amstel Gold Race feminina                | Marianne Vos                   |                                |
| 21 abr.                        | Bélgica                        | Flecha Valona Feminina                   | Anna van der Breggen           |                                |
| 25 abr.                        | Bélgica                        | Liège-Bastogne-Liège Feminina            | Demi Vollering                 |                                |
| 14 – 16 mai.                   | Espanha                        | Itzulia Women                            | cancelado                      |                                |
| 20 – 23 mai.                   | Espanha                        | Volta a Burgos Féminas                   | Anna van der Breggen           |                                |
| 30 mai.                        | Reino Unido                    | RideLondon Classique                     | cancelado                      |                                |
| 26 jun.                        | França                         | La Course by Le Tour de France           | Demi Vollering                 |                                |
| 31 jul.                        | Espanha                        | Clássica de San Sebastián feminina       | Annemiek van Vleuten           |                                |
| 7 ago.                         | Suécia                         | Postnord Vårgårda WestSweden TTT         | cancelado                      |                                |
| 8 ago.                         | Suécia                         | Postnord Vårgårda WestSweden RR          | cancelado                      |                                |
| 12 – 15 ago.                   | Noruega                        | Volta à Noruega feminina                 | Annemiek van Vleuten           |                                |
| 24 – 29 ago.                   | Países Baixos                  | Holland Ladies Tour                      | Chantal van den Broek-Blaak    |                                |
| 30 ago.                        | França                         | Grande Prémio feminino de Plouay         | Elisa Longo Borghini           |                                |
| 2 – 5 set.                     | Espanha                        | Ceratizit Challenge by La Vuelta         | Annemiek van Vleuten           |                                |
| 2 out.                         | França                         | Paris-Roubaix feminina                   | Lizzie Deignan                 |                                |
| 4 – 9 out.                     | Reino Unido                    | The Women's Tour                         | Demi Vollering                 |                                |
| 14 – 16 out.                   | China                          | Tour of Chongming Island                 | cancelado                      |                                |
| 19 out.                        | China                          | Tour de Guangxi Feminino                 | cancelado                      |                                |
| 23 out.                        | Países Baixos                  | Tour de Drenthe feminino                 | Lorena Wiebes                  |                                |

## Barómetro 2021
Todas as corridas outorgaram pontos para o UCI World Ranking Feminino e o UCI WorldTour Feminino, incluindo a todas as corredoras das equipas de categoria UCI Team Feminino.
O barómetro de pontuação é o mesmo para todos as corridas, mas as corridas por etapas (2.wwT), outorgam pontos adicionais pelas vitórias de etapa e por vestir a t-shirt do líder da classificação geral:
| Posição             | 1.ª | 2.ª | 3.ª | 4.ª | 5.ª | 6.ª | 7.ª | 8.ª | 9.ª | 10.ª | 11.ª | 12.ª | 13.ª | 14.ª | 15.ª | 16.ª-20.ª | 21.ª-30.ª | 31.ª-40.ª |
| Classificação geral | 400 | 320 | 260 | 220 | 180 | 140 | 120 | 100 | 80  | 68   | 56   | 48   | 40   | 32   | 28   | 24        | 16        | 8         |
| Por etapa           | 50  | 40  | 30  | 25  | 20  | 18  | 15  | 10  | 8   | 6    |      |      |      |      |      |           |           |           |
| Líder               | 8   |     |     |     |     |     |     |     |     |      |      |      |      |      |      |           |           |           |
| Melhor jovem        | 6   | 4   | 2   |     |     |     |     |     |     |      |      |      |      |      |      |           |           |           |

## Classificações finais
Estas foram as classificações finais:
Nota: ver Barómetros de pontuação

### Classificação individual
| Posição | Corredora                   | Equipa                             | Pontos |
| ------- | --------------------------- | ---------------------------------- | ------ |
| 1.ª     | Annemiek van Vleuten        | Movistar                           | 3177   |
| 2.ª     | Demi Vollering              | SD Worx                            | 2563   |
| 3.ª     | Elisa Longo Borghini        | Trek-Segafredo                     | 2509   |
| 4.ª     | Marianne Vos                | Jumbo-Visma                        | 2477   |
| 5.ª     | Cecilie Uttrup Ludwig       | FDJ Nouvelle Aquitaine Futuroscope | 1692   |
| 6.ª     | Anna van der Breggen        | SD Worx                            | 1640   |
| 7.ª     | Katarzyna Niewiadoma        | Canyon SRAM Racing                 | 1463   |
| 8.ª     | Marlen Reusser              | Alé BTC Ljubljana                  | 1275   |
| 9.ª     | Chantal van den Broek-Blaak | SD Worx                            | 1091   |
| 10.ª    | Grace Brown                 | BikeExchange                       | 1066   |

| Posições 11.ª à 20.ª | Posições 11.ª à 20.ª   | Posições 11.ª à 20.ª               | Posições 11.ª à 20.ª |
| -------------------- | ---------------------- | ---------------------------------- | -------------------- |
| 11.ª                 | Elise Chabbey          | Canyon SRAM Racing                 | 946                  |
| 12.ª                 | Kristen Faulkner       | Tibco-Silicon Valley Bank          | 923                  |
| 13.ª                 | Ashleigh Moolman-Pasio | SD Worx                            | 911                  |
| 14.ª                 | Lisa Brennauer         | Ceratizit-WNT                      | 824                  |
| 15.ª                 | Elisa Balsamo          | Valcar-Travel & Service            | 779                  |
| 16.ª                 | Lotte Kopecky          | Liv Racing                         | 721                  |
| 17.ª                 | Elizabeth Deignan      | Trek-Segafredo                     | 696                  |
| 18.ª                 | Juliette Labous        | DSM                                | 692                  |
| 19.ª                 | Marta Cavalli          | FDJ Nouvelle Aquitaine Futuroscope | 692                  |
| 20.ª                 | Soraya Paladin         | Liv Racing                         | 690                  |

### Classificação por equipas
Esta classificação calculou-se somando os pontos das corredoras da cada equipa ou seleção em cada corrida. As equipas com o mesmo número de pontos classificaram-se de acordo a seu corredora melhor classificada.
| Posição | País                               | Pontos |
| ------- | ---------------------------------- | ------ |
| 1.º     | SD Worx                            | 8572   |
| 2.º     | Trek-Segafredo                     | 5263   |
| 3.º     | Movistar                           | 5043   |
| 4.º     | FDJ Nouvelle Aquitaine Futuroscope | 3957   |
| 5.º     | DSM                                | 3684   |

### Classificação sub-23
| Posição | Corredora           | Equipa                             | Pontos |
| ------- | ------------------- | ---------------------------------- | ------ |
| 1.ª     | Niamh Fisher-Black  | SD Worx                            | 34     |
| 2.ª     | Évita Muzic         | FDJ Nouvelle Aquitaine Futuroscope | 32     |
| 3.ª     | Mariya Novolodskaya | A.R. Monex                         | 22     |
| 4.ª     | Pfeiffer Georgi     | DSM                                | 12     |
| 5.ª     | Lorena Wiebes       | DSM                                | 10     |

## Evolução das classificações
| Corrida (Vencedora)                                             | Classificação individual    | Classificação por equipas | Classificação sub-23     |
| --------------------------------------------------------------- | --------------------------- | ------------------------- | ------------------------ |
| Strade Bianche feminina (Chantal van den Broek-Blaak)           | Chantal van den Broek-Blaak | Team SD Worx              | Évita Muzic              |
| Troféu Alfredo Binda-Comune di Cittiglio (Elisa Longo Borghini) | Elisa Longo Borghini        | Team SD Worx              | Sarah Gigante            |
| Clássica Bruges–De Panne feminina (Grace Brown)                 | Elisa Longo Borghini        | Team SD Worx              | Emma Norsgaard Jørgensen |
| Gante-Wevelgem feminina (Marianne Vos)                          | Marianne Vos                | Team SD Worx              | Emma Norsgaard Jørgensen |
| Tour de Flandres feminino (Annemiek van Vleuten)                | Elisa Longo Borghini        | Team SD Worx              | Emma Norsgaard Jørgensen |
| Amstel Gold Race feminina (Marianne Vos)                        | Marianne Vos                | Team SD Worx              | Emma Norsgaard Jørgensen |
| Flecha Valona Feminina (Anna van der Breggen)                   | Marianne Vos                | Team SD Worx              | Mariya Novolodskaya      |
| Liège-Bastogne-Liège Feminina (Demi Vollering)                  | Elisa Longo Borghini        | Team SD Worx              | Mariya Novolodskaya      |
| Volta a Burgos Féminas (Anna van der Breggen)                   | Annemiek van Vleuten        | Team SD Worx              | Mariya Novolodskaya      |
| La Course by Le Tour de France (Demi Vollering)                 | Demi Vollering              | Team SD Worx              | Niamh Fisher-Black       |
| Clássica de San Sebastián feminina (Annemiek van Vleuten)       | Annemiek van Vleuten        | Team SD Worx              | Évita Muzic              |
| Ladies Tour of Norway (Annemiek van Vleuten)                    | Annemiek van Vleuten        | Team SD Worx              | Niamh Fisher-Black       |
| Simac Ladies Tour (Chantal van den Broek-Blaak)                 | Annemiek van Vleuten        | Team SD Worx              | Niamh Fisher-Black       |
| Grande Prêmio Feminino de Plouay (Elisa Longo Borghini)         | Annemiek van Vleuten        | Team SD Worx              | Niamh Fisher-Black       |
| Ceratizit Challenge by La Vuelta (Annemiek van Vleuten)         | Annemiek van Vleuten        | Team SD Worx              | Niamh Fisher-Black       |
| Paris-Roubaix feminina (Lizzie Deignan)                         | Annemiek van Vleuten        | Team SD Worx              | Niamh Fisher-Black       |
| The Women's Tour (Demi Vollering)                               | Annemiek van Vleuten        | Team SD Worx              | Niamh Fisher-Black       |
| Tour de Drenthe feminino (Lorena Wiebes)                        | Annemiek van Vleuten        | Team SD Worx              | Niamh Fisher-Black       |
| Final                                                           | Annemiek van Vleuten        | Team SD Worx              | Niamh Fisher-Black       |